# British Lion
British Lion è il nome del gruppo e progetto musicale da solista di Steve Harris, meglio conosciuto come principale compositore e bassista della band heavy metal Iron Maiden, da lui stesso fondata nel 1975. L'album è stato annunciato il 18 luglio 2012 e pubblicato il 24 settembre 2012.

## Tracce
1. This Is My God – 4:57
2. Lost Worlds – 4:59
3. Karma Killer – 5:29
4. Us Against the World – 4:12
5. The Chosen Ones – 6:28
6. A World Without Heaven – 7:02
7. Judas – 4:59
8. Eyes of the Young – 5:25
9. These Are the Hands – 4:29
10. The Lesson – 4:15

## Formazione
- Steve Harris - basso
- Richard Taylor - voce
- David Hawkins - chitarra, tastiere (tutte le tracce, tranne 5, 6 e 8)
- Grahame Leslie - chitarra (tracce 5, 6 e 8)
- Simon Dawson - percussioni (tracce 2, 4 e 9)
- Barry Fitzgibbon - chitarra (tracce 5, 6 e 8)
- Ian Roberts - percussioni (tracce 5, 6 e 8)
- Richard Cook - percussioni (tracce 1, 3 e 7)

### Produzione
- Steve Harris - produzione
- Richard Taylor - produzione (tutte le tracce, tranne 5, 6 e 8)
- David Hawkins - produzione (tutte le tracce, tranne 5, 6 e 8)
- Kevin Shirley - missaggio
- Ade Emsley – mastering